# Lite gladare om jag får be
Lite gladare om jag får be är titeln på ett musikalbum, LP, från 1980 med kuplettsångaren Sune Mangs.

## Låtlista
1. Har du nå't över så tänk på mej
2. Lite gladare om jag får be
3. Anne-Marie
4. Fy på sig gamla människan
5. Hej på dej du gamla glada tyrolare
6. Ursäkta mitt namn är Bohman
7. Veckojournalen
8. Någonting att äta någonting att dricka
9. För ro skull och tros skull och så för kärleks skull
10. Då ska morsan va' me'
11. Hurra för den lilla skillna'n
12. Från frisco till kap
13. Din vår är min vår
14. Får jag gå med till din port
15. Köp korvar
16. Får jag låna nyckeln Ann-Marie
17. En gentleman om våren
18. I kväll är det gastarnas egen kväll
19. Tio små finska pojkar